# Chiesa di Sant'Anna (Lendinara)
La chiesa di Sant'Anna, citata anche come chiesa di Santa Maria e Sant'Anna, è un edificio religioso ubicato centralmente nel nucleo urbano di Lendinara, in provincia di Rovigo.
La chiesa, edificata su iniziativa di Anna Bollato Falconetti a partire dal 1433, conserva l'originale impianto rettangolare a navata unica e l'aspetto, in stile romanico tardivo e facciata a capanna, ripristinato dopo il radicale restauro promosso dal presbitero ed architetto locale don Gaetano Baccari tra il 1814 e il 1825. L'aspetto della facciata, con mattoni a vista e sul lato opposto a quella originale, è invece frutto della ristrutturazione del biennio 1933-1934.
L'edificio è localmente noto anche come chiesa dell'Istruzione, denominazione dovuta all'istituzione della prima scuola pubblica nell'abitato come da volontà testamentaria della Bollato nel destinare all'istruzione parte del giuspatronato dovuto ai mansonari.

## Storia

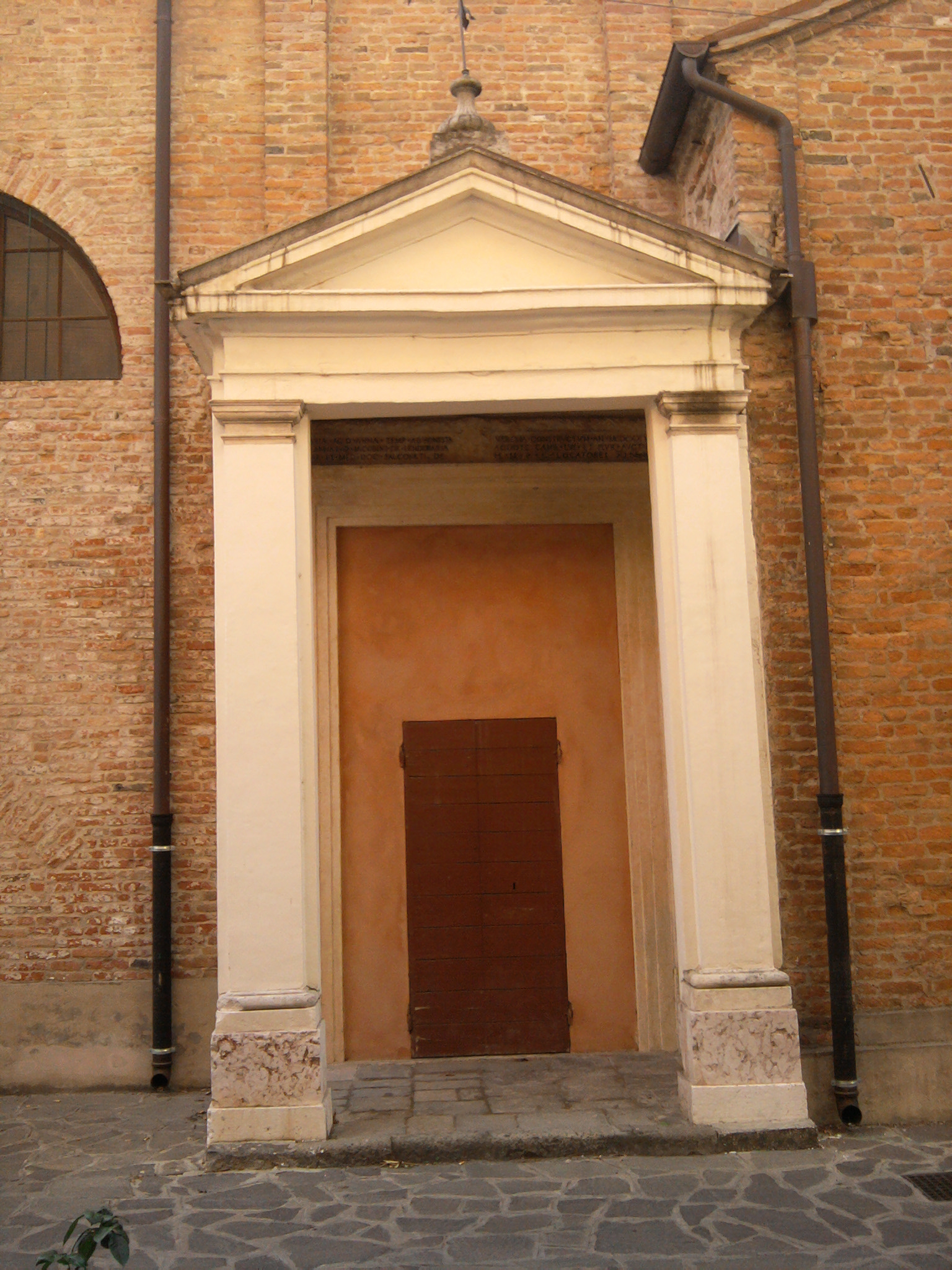
La porta laterale destra che ricoprì la funzione di ingresso principale fino alla ristrutturazione della facciata degli inizi del Novecento.

Dell'edificio religioso si conosce l'origine grazie all'atto notarile, datato 15 aprile 1434, dove si cita l'intervento dell'allora vescovo Degli Obizzi alla fondazione e dotazione della chiesa assieme ai beni di donna Anna figlia di Giacomo Bollato da Lendinara e moglie del dottor medico Marco Falconetti da Verona.
Nei diari redatti nelle visite pastorali del XVII e XVIII secolo si annota che la chiesa, nata bene e completa, dotata di campanilino con due campane, reca al suo interno tre altari in marmo, dedicati a sant'Anna, alla Maria Vergine del Carmelo e a san Mattia apostolo. Nota è anche la data di consacrazione, il 26 luglio 1500, citata in occasione della visita pastorale del vescovo di Adria Carlo Pio Ravasi anche dalla lapide conservata all'interno dell'edificio.
Nel XVIII secolo l'edificio fu cappella delle povere monache della Sorella Pasqua, religiose che acquistarono e si stabilirono in una casa nelle vicinanze della chiesa. Nel 1792 portò qui la sua sede la locale confraternita di san Filippo Neri. Viene inoltre ricordato che con l'istituzione della Provincia Veneta, dopo l'annessione del territorio all'Impero austriaco secondo i termini del Trattato di Campoformio, durante l'anno 1798 la chiesa venne utilizzata per 41 giorni dalla comunità russa per celebrare le funzioni religiose, compresi battesimi e matrimoni, in rito greco e scismatico.
In occasione della demolizione dell'attigua casa Falconetti, originariamente addossata alla chiesa, nei primi anni del Novecento, la facciata venne rifatta, creando l'attuale portale principale sul lato precedentemente murato, avvalorando la tesi che fosse l'attuale porta laterale destra ad aver ricoperto la funzione di ingresso principale fin dal suo sorgere. Sul campanile si trovano 3 campane interamente manuali, con sistema di suono a slancio, ceppi in legno e telaio in ferro isolato dalla muratura. La campana maggiore, che si trova dal lato abside, è una restituzione bellica della fonderia Lucio Broili Udine, anno 1948. Le due campane minori sono state fuse nella prima metà dell'Ottocento dalla fonderia Colbachini Padova. Il campanile pende leggermente verso il cortile della casa-canonica sul retro, ed è stato restaurato nel 2006 insieme alla chiesa. Infatti, nel 2006, grazie a un contributo della fondazione Cariparo, è stato possibile ristrutturare chiesa e campanile. 

## Descrizione

### Interno
All'interno sono presenti due piccoli cori e, oltre all'altare maggiore, altri due ai lati del presbiterio.
Il primo è impreziosito da una pala, opera di Giovanni Baccari, raffigurante Maria Vergine che porge il Bambino a Sant'Anna, San Giuseppe, San Gioacchino e San Iacopo, datata 1816 e installata in luogo della pala di Palma il Vecchio raffigurante Sant'Anna, San Girolamo, Sant'Andrea, San Francesco e Sant'Egidio del quale se ne sono perse le tracce dopo l'occupazione francese dopo la costituzione del Regno d'Italia napoleonico.
L'altare di destra integra un dipinto, datato ca. 1614, che raffigura la Madonna del Carmine che appare a Santi, re, doge, e anime del Purgatorio, caratterizzato da un'impostazione fortemente controriformista, attribuito ad Andrea Vicentino, quello sul lato opposto reca una Chiamata di San Matteo, opera di ispirazione tardomanierista di autore anonimo.